# Драчово
Драчово (на руски: Драчёво) е село в Селивановски район на Владимирска област в Русия. Влиза в състава на Малишевската селска община.

## География
Селото е разположено близо до автомобилния път Владимир – Муром – Арзамас, на 6 км югоизточно от общинския център село Малишево и на 25 км южно от районния център работническото селище Красная Горбатка.

## Население
| 1859 | 1926 | 2010 г. |
| ---- | ---- | ------- |
| 630  | 531  | 487     |

## История
По кадастри от 1628 – 1630 г. село Драчеово е цитирано като собственост на столника Василий Иванович Нагим, преди него е било на княз Фьодор Мстиславски. По онова време в селото има църква „Събор на Архистратиг Михаил“; към църквата има свещеник, клисар и просвирница; чиновническо и 44 селски стопанства. Следващите сведения за църквата в село Драчьово са доста оскъдни. Според кадастрите на рязанския епископ от 1676 г. в Драчово има църква „Казанска Божия Майка“.
В края на ХІХ – началото на ХХ век селото е център на Драчовската волост на Меленковския уезд.
От 1929 г. до 2005 г. селото е център на Драчовския селски съвет на Селивановски район.

## Инфраструктура
Драчово разполага със селски клуб, начално общообразователно училище, пощенски клон 602350, селскостопанско предприятие.